# Sceliomorpha
Sceliomorpha är ett släkte av steklar. Sceliomorpha ingår i familjen Scelionidae.
Kladogram enligt Catalogue of Life:
| Sceliomorpha | \| \| Sceliomorpha bakeri \| \| \| \| \| \| Sceliomorpha carinata \| \| \| \| \| \| Sceliomorpha deplanata \| \| \| \| \| \| Sceliomorpha hirtipes \| \| \| \| \| \| Sceliomorpha longicornis \| \| \| \| \| \| Sceliomorpha quadridens \| \| \| \| \| \| Sceliomorpha rufithorax \| \| \| \| \| \| Sceliomorpha rugosiceps \| \| \| \| |
|              | \| \| Sceliomorpha bakeri \| \| \| \| \| \| Sceliomorpha carinata \| \| \| \| \| \| Sceliomorpha deplanata \| \| \| \| \| \| Sceliomorpha hirtipes \| \| \| \| \| \| Sceliomorpha longicornis \| \| \| \| \| \| Sceliomorpha quadridens \| \| \| \| \| \| Sceliomorpha rufithorax \| \| \| \| \| \| Sceliomorpha rugosiceps \| \| \| \| |
|              | Sceliomorpha bakeri |
|              | |
|              | Sceliomorpha carinata |
|              | |
|              | Sceliomorpha deplanata |
|              | |
|              | Sceliomorpha hirtipes |
|              | |
|              | Sceliomorpha longicornis |
|              | |
|              | Sceliomorpha quadridens |
|              | |
|              | Sceliomorpha rufithorax |
|              | |
|              | Sceliomorpha rugosiceps |
|              | |